# True Colors (álbum)
True Colors es el segundo álbum de estudio de la cantante estadounidense Cyndi Lauper, publicado el 16 de septiembre de 1986 por la compañía discográfica Epic Records. El álbum produjo varios sencillos, entre ellos: «True Colors», «Change of Heart» y What's Going On. Todos ellos alcanzaron los veinte primeros puestos de la lista Billboard Hot 100. Para la grabación del álbum, la cantante se compenetró más en la producción y en la composición de las canciones ―a excepción del sencillo principal― . Trabajó en conjunto con Lennie Petze, además de participar con invitados de lujo como: Anton Fig, Alimee Mann, Billy Joel y el grupo The Bangles. Cyndi coescribe la mayor parte de su álbum con Mohawk de Essra, John Turi (Blue Angel ) Billi Steinberg y Tom Kelly. 
Tras su lanzamiento, el álbum recibió reseñas favorables por parte de los críticos musicales. El álbum le valió a Lauper varios premios y reconocimientos, incluidas dos nominaciones en la 29.ª edición anual de los Premios Grammy.
Tras su publicación, True Colors alcanzó las primeras veinte posiciones en más de quince países, entre ellos Australia, Canadá, Francia, Alemania y Estados Unidos. True Colors ha logrado vender más de 7 millones de copias a nivel mundial.

## Información del álbum
Cyndi Lauper confesó que las canciones de su álbum son una forma de decir: "Ten el coraje de tus convicciones y ámate un poco" y "no seas tan duro contigo mismo"
La canción homónima, escrita por Billy Steinberg y Tom Kelly, causó un importante impacto dentro de la cultura pop, teniendo un sinnúmero de veriones realizadas por otros artistas incluyendo a Phil Collins, Anna Tsuchiya, Kasey Chambers, o la serie Glee. La canción fue usada en los juegos olímpicos de 1988, la copa mundial de Rugby en el 2003, para las cámaras Kodak y el cine.
En el 2010 la canción también apareció en la banda sonora de la película Sex and the City 2. 
También el álbum causó junto a True Blue de Madonna una gran expectativa y controversia (que muchos medios atribuyeron a un acuerdo entre las compañías disqueras para obtener un mejor y mayor impacto, éxito y por ende mejores ganancias), ya que ambos discos tenían coincidencias asombrosas, aunado a que las dos cantantes ya se disputaban por ese entonces el trono de La Reina del Pop. Una de las mayores similitudes entre los dos álbumes de estudio era el evidente cambio en sonidos y ritmos, así como en la lírica de las canciones, ya que ambos ya no tenían como base central el dance o el pop e inclusive el disco que caracterizaron a los trabajos anteriores de las cantantes, Like a Virgin por parte de Madonna y She's So Unusual de Lauper, estos ritmos fueron sustituidos por el rock, toques más urbanos y sonidos latinos. Otra coincidencia es que las letras de las canciones eran más maduras, trabajadas, bien pensadas y trataban temas más serios, alejándose así por completo de la simplicidad lírica de Girls Just Want to Have Fun, Money Changes Everything o She Bop de Lauper y Like a Virgin, Holiday, Material Girl e Into the Groove de Madonna, para abrirle la puerta a verdaderas composiciones como Live to Tell, Open Your Heart o Papa Don't Preach de Madonna y True Colors, "What's Going On" y Change of Heart de Cyndi. Además del parecido entre los títulos de las producciones (True Colors y True Blue) las dos cantantes mostraban voces más concisas y trabajadas dando notas más graves y bajas a la vez que estaban cambiando sus timbres vocales. Y por último pero no menos importante el cambio de imagen que ambas tuvieron, cabe destacar que no fue el mismo.
Cada sencillo tuvo un video musical, excepto "Boy Blue", que tuvo un video en vivo en los MTV el verano de 1987.
True Colors fue republicado en una  caja de edición japonesa, un CD remasterizado digitalmente de 11 pistas.

## Antecedentes y producción
En su autobiografía, la cantante confiesa que inicialmente planteó que Rick Chertoff, quien produjo She's So Unusual, produciría lo que sería su segundo álbum de estudio; sin embargo, la experiencia con él fue problemática y cambió de opinión, así mismo se negó a producir la película. Álbum con Rob Hyman desde que estaba afiliado con Chertoff. El álbum finalmente fue producido por ella y Lennie Petze. Lauper. 

## Composición
En este álbum aumentó su participación como compositora y productora, contando con la colaboración de Angela Clemons-Patrick, Nile Rodgers, Alimee Mann, Billy Joel, Adrian Belew, The Bangles, Elite Greenwich y Rick Derringer, Lauper coescribió la mayoría de sus álbumes, junto con el apoyo de Essra Mohawk, John Turi, Steinberg Villy y Tom Kelly.    

## Recepción

### Crítica
True Colors recibió reseñas generalmente positivas por parte de los críticos musicales. Eugene Chad-bourne del AllMusic calificó al disco con  tres  y media estrellas de cinco y escribió que mientras que el álbum es "ambicioso" y "algunos de los tramos realmente valdrá la pena" algunos de sus aspectos "fecha mal" como el "altamente resonó y tambores y teclados con sonido artificial "que" eran realmente populares en ese momento ". Concluyó que a pesar de esos problemas "realmente no hubo tanta música grabada por esta artista durante su período más popular, por lo que los fanáticos sin duda querrán poseerlo todo".  Robert Cristo-gau de The Village Voicele dio al álbum una B MENOS y escribió que la primera cara del LP consiste en "sentimiento barato" y es "descorazonadora" y que "la segunda no es mucho más que un alivio". Finalizó la reseña escribiendo que "las chicas solo quieren tener dinero, y la falta de diversión lo cambia todo".  Jimmy Guterman de la revista Rolling Stone le dio al álbum una crítica favorable y escribió que la voz de Lauper "suena más cómoda en un momento dado en True Colors que en todas She's So Unusual"y que el álbum" parece indicar su extrema facilidad en su nuevo entorno "y que" ha encontrado una nueva sensación de paz, o al menos se dirige en esa dirección ", pero él concluye que" su inquietud le dio a sus primeros trabajos gran parte de la su chispa; lo que coloca a True Colors un poco por debajo de su debut es que Cyndi Lauper ya no es tan inusual ". 

### Comercial
En Estados Unidos, True Colors alcanzó el puesto #4 de la lista Billboard 200 en la edición del 15 de noviembre de 1986. Permaneció en dicha posición durante cuatro semanas consecutivas y dentro de la lista por un total de 44. La Recording Industry Association of America (RIAA) certificó a True Colors con dos discos de platino por la distribución de más de dos millones de copias, siendo el segundo álbum más vendido de Lauper. En Canadá, el disco alcanzó la posición número 8 de la lista de RPM. Luego de vender más de 200 mil copias, la Canadian Recording Industry Association (CRIA) certificó a True Colors con dos disco de platino.
En Japón, el álbum llegó al número dos en la lista combinada de LP de Oricon. En Hong Kong, True Colors recibió una certificación de disco de oro por la Federación Internacional de la Industria Fonográfica. En el Reino Unido, True Colors debutó en el puesto 25 del UK Albums Chart. La British Phonographic Industry (BPI) lo ha certificado con discos de plata por la venta de 60 mil copias. True Colors llegó al número 13 de las listas de Francia, donde fue certificado con un disco de oro por el Syndicat National de l'Édition Phonographique (SNEP), al vender alrededor de 136, 100 unidades. Finalmente, en Alemania alcanzó la posición 20 en la lista.

## Reconocimientos
| Año  | Trabajo         | Otorgar                                                                                                  | Resultado |
| ---- | --------------- | --- | --------- |
| 1987 | True Colors     | Premio Grammy a la Mejor Interpretación Vocal Pop Femenina MTV Video Music Award al mejor vídeo femenino | Nominada  |
| 1987 | 911             | Premio Grammy a la mejor interpretación vocal de rock femenina                                           | Nominada  |
| 1987 | What's Going On | MTV Video Music Awards                                                                                   | Nominada  |

El sencillo 911 le valió a Lauper una nominación a los Premios Grammy en la categoría de mejor interpretación vocal de rock femenina de 1987 por su segundo álbum de estudio "True Colors", lo que convirtió a Lauper en ser la primera cantante en conseguir una nominación con una canción que no se considera como un sencillo, ni sencillo promocional. 

## Sencillos
El primer sencillo del álbum fue «True Colors», lanzado el 28 de agosto de 1986. El sencillo recibió críticas positivas al calificarla como «su mejor balada hasta la fecha». «True Colors» fue el segundo sencillo número uno de Lauper en la lista Billboard Hot 100. Se convirtió en un éxito internacional al entrar a las diez primeras posiciones en Canadá, Francia, Países Bajos, Suiza y Estados Unidos. 
El segundo sencillo «Change of Heart», lanzado en noviembre de 1986. Obtuvo críticas muy positivas de parte de la prensa. Se convirtió en el séptimo top 10 de Lauper en los Estados Unidos, además de alcanzar los primeras posición en Australia, Canadá, y Francia.                                                                                                                              
El tercer sencillo fue «What's Going On», lanzado en marzo de 1987. Tuvo un gran éxito alrededor del mundo. El video de la canción fue también muy popular y difundido en gran medida de MTV. Fue nominado para un premio en los MTV Video Music Awards en 1987. Una mezcla extendida de la canción es utilizada en el video musical.
El cuarto sencillo fue , «Boy Blue», lanzado en junio de 1987. Estuvo escrita por Cyndi. La cantante ha confesado que la canción envuelve un sentimiento muy personal, ya que está inspirada en su amigo, quien falleció víctima del VIH. La canción alcanzó la posición número #70 en Billboard Hot 100, Las ventas del sencillo fueron donados a organizaciones sobre el Sida. 
El quinto y último sencillo fue «Maybe He'll Know» lanzado sólo en Holanda en 1987. Se trata de una versión de una canción que Lauper grabó con su grupo anterior, Blue Angel.

## Promoción
Cyndi Lauper se embarcó en su segunda gira mundial, llamada True Colors World Tour , iniciada el 6 de septiembre de 1986 y finalizada el 12 de marzo de 1987.Su gira comenzó en Japón. Continuando por Australia, Estados Unidos, y Europa. El último concierto de la gira se realizó en París donde fue grabado y posteriormente lanzando en formato VHS, bajo el nombre de "Cyndi Lauper in Paris" 

### Cyndi Lauper in Paris
Cyndi Lauper in Paris fue un álbum en video de Lauper, el cual contenía la última grabación de su último concierto de su gira, en apoyo a su álbum, en vivo desde la ciudad de ParísEl material sólo fue lanzando en formato de Laser Disc por lo que actualmente es muy difícil de adquirirlo.

## Lista de canciones
| Lado uno |                         |                                                        |          |  |
| N.º      | Título                  | Publisher                                              | Duración |  |
| 1.       | «Change of Heart»       | Stone & Muffin Music Corp., Rella Music                | 4:22     |  |
| 2.       | «Maybe He'll Know»      | Rella Music, Turi Music                                | 4:25     |  |
| 3.       | «Boy Blue»              | Rella Music, Perfect Punch Music, Liquid Crystal Music | 4:46     |  |
| 4.       | «True Colors»           | Denise Barry Music, Billy Steinberg Music              | 3:46     |  |
| 5.       | «Calm Inside the Storm» | Scratch & Shift Music; Rella Music                     | 3:54     |  |

| Lado dos |                      |                                                                                         |          |  |
| N.º      | Título               | Publisher                                                                               | Duración |  |
| 6.       | «What's Going On»    | Jobete Music Corp., Stone Agate Music Division                                          | 4:39     |  |
| 7.       | «Iko Iko»            | Arc Music Corp., Melder Publishing Company, Trio Music Co., Warner-Tamerlane Publishing | 2:08     |  |
| 8.       | «The Faraway Nearby» | Rella Music, Gray Matter Publishing                                                     | 3:00     |  |
| 9.       | «911»                | Rella Music, Perfect Punch Music                                                        | 3:16     |  |
| 10.      | «One Track Mind»     | Rella Music, Fancy Footwork Music, Liquid Crystal Music, Red Sox Music                  | 3:41     |  |

## Promoción
True Colors World Tour fue la segunda gira por Cyndi Lauper. Cyndi Lauper empezó la gira en Japón. La gira siguió en Australia, Estados Unidos y Europa. El último concierto de la gira que estaba en París fue grabado y posteriormente lanzado en el VHS, Cyndi Lauper in Paris.

## Listas de popularidad
| Listas (1986–87)                           | Posición |
| ------------------------------------------ | -------- |
| Australia Albums (Kent Music Report)       | 1        |
| Austria (Ö3 Austria)                       | 15       |
| Canadá Albums (RPM)                        | 8        |
| Canadá Albums (The Record)                 | 7        |
| Países Bajos (Album Top 100)               | 36       |
| Europa Albums (Top 100)                    | 16       |
| Finlandia Albums (Suomen virallinen lista) | 14       |
| Francia Albums (SNEP)                      | 13       |
| Alemania Albums (Offizielle Top 100)       | 20       |
| Japón Albums (Oricon Albums Chart)         | 2        |
| Nueva Zelanda (Recorded Music NZ)          | 3        |
| Suecia (Sverigetopplistan)                 | 20       |
| Suiza (Schweizer Hitparade)                | 8        |
| Reino Unido (UK Albums Chart)              | 25       |
| Estados Unidos (Billboard 200)             | 4        |

| Gráfico (1986)                                 | Posición |
| ---------------------------------------------- | -------- |
| Álbumes australianos (Informe musical de Kent) | 25       |
| Álbumes canadienses (RPM)                      | 44       |
| Álbumes japoneses (Oricon)                     | 23       |
| Nueva Zelanda (Música grabada NZ)              | 50       |
| Gráfico (1987)                                 | Posición |
| Álbumes australianos (Informe musical de Kent) | 84       |
| Álbumes canadienses (RPM)                      | 92       |
| Álbumes franceses (SNEP)                       | 46       |
| Nueva Zelanda (Música grabada NZ)              | 50       |
| nosotros Cartelera 200                         | 39       |

## Certificaciones
| Región                     | Certificación | Unidades certificadas/Ventas |
| -------------------------- | ------------- | ---------------------------- |
| Brasil                     | —             | 300,000                      |
| Canadá (Música Canadá)     | 2 × platino   | 200,000^                     |
| Francia (SNEP)             | Oro           | 136,100                      |
| Hong Kong (IFPI Hong Kong) | Oro           | 10,000*                      |
| Japón (gráficos de Oricon) | —             | 404,000                      |
| Nueva Zelanda (RMNZ)       | Platino       | 15,000^                      |
| Suiza (IFPI Suiza)         | Oro           | 25,000^                      |
| Reino Unido (BPI)          | Plata         | 60,000^                      |
| Estados Unidos (RIAA)      | 2 × platino   | 2,000,000^                   |

## Personal
- Cyndi Lauper - voz, coros
- Los brazaletes - voz, coros en "Change of heart"
- Adrian Belew – guitarra
- Jeff Bova – teclados
- Jimmy Bralower - percusión, batería, caja de ritmos
- Angela Clemmons-Patrick - coros
- Rick Derringer - guitarra
- Anton Fig - batería
- Jon Goldberger - efectos de sonido
- Ellie Greenwich - coros
- Pee Wee Herman - operador invitado en "911"
- Robert Holmes - guitarra
- Neil Jason – bajo
- Billy Joel - voz en "Tal vez el sabrá"
- Aimee Mann - voz en "The Faraway Near"
- John McCurry - guitarra
- Lennie Petze - percusión, coros
- Nile Rodgers - guitarra
- Peter Wood – sintetizador, teclados

Producción
- Cyndi Lauper - arreglista, dirección de arte, productora
- Lennie Petze - productor
- David Wolff - productor ejecutivo
- Brian McGee - ingeniero
- Jon Goldberger - ingeniero asistente
- Tim Kramer - ingeniero asistente
- Dave O'Donnell - ingeniero asistente
- Jason Corsaro - mezcla
- Brian McGee - mezcla
- George Marino - masterización
- Adrian Belew - arreglista
- Jeff Bova - arreglista
- Jimmy Bralower - arreglista
- Stephen Broughton Lunt - arreglista
- Lennie Petze - arreglista
- Peter Wood - arreglista
- Holland MacDonald - dirección de arte y diseño
- Annie Leibovitz - fotografía